# Цукінада-Мару
Цукінада-Мару (Tsukinada Maru), за іншими даними Цукінада-Мару № 8 — транспортне судно, яке під час Другої світової війни брало участь у операціях японських збройних сил. 
У 1943 році Цукінада-Мару працювало в архіпелазі Бісмарка. Зокрема, відомо, що 24 серпня разом зі ще чотирма невеликими суднами воно вийшло з Рабаулу (головна передова база японців у архіпелазі, з якої провадились операції на Соломонових островах та сході Нової Гвінеї) до якірної стоянки Шортленд — прикритої групою невеликих островів Шортленд акваторії біля південного завершення острова Бугенвіль, де зазвичай відстоювались легкі бойові кораблі та перевалювали вантажі для подальшої відправки на схід Соломонових островів.
12 жовтня 1943-гу Цукінада-Мару було потоплене під час потужного нальоту базової авіації союзників на Рабаул.